# 油車
23°47′41.8″N 120°23′22.6″E / 23.794944°N 120.389611°E
油車，是台灣雲林縣二崙鄉的一個傳統地域名稱，位於該鄉中部偏西。相較於今日行政區，其範圍大致包括油車村不含西部凸出部分的西半部及西南端、大庄村東南端南側凸出部分、大同村北部凸出部分的東北端及東部凸出部分的東北端、大義村北部邊界地帶的最西段。

## 歷史
台灣清治末期至日治初期，油車地區為一街庄，稱為「油車庄」，隸屬於布嶼堡。該庄西北與大庄為鄰，東北及東與港後庄為鄰，東南邊為大義崙庄，西南邊及西邊為番社庄。。
1901年（日治明治三十四年）11月，全台廢縣廳改設二十廳，該庄隸屬於斗六廳。1903年（明治三十六年）6月，該庄編入「油車區」，隸屬於斗六廳。1909年（明治四十二年）10月，合併二十廳為十二廳，油車區改隸屬於嘉義廳。1920年（大正九年），全台地方制度大改正，廢十二廳改設五州二廳，該庄改制為「油車」大字，隸屬於臺南州虎尾郡二崙庄。
戰後二崙庄改制為二崙鄉，隸屬於臺南縣，大字亦改制為村。1950年10月，雲、嘉、南分治，二崙鄉改隸屬雲林縣。

## 聚落
本地區發展較早的聚落有油車、山仔門、埤腳等，在日治期初期的官方地圖上已有記載。

## 交通
省道台19線又稱「中央公路」，是彰化至台南永康的幹道，大致以東北—西南走向經過油車地區中部偏西北地帶。由該道路向東北轉北微東過濁水溪自強大橋後可前往竹塘、埤頭、溪湖、埔鹽等地，向西南可前往崙背、土庫西北端、褒忠、元長等地。
縣道154號（文化路）是麥寮六輕廠至林內的道路，也是雲林縣最北側的橫貫縣道，大致以西南—東北走向與省道台19線共線到達本地區西部邊界，轉東微北獨行入境，至油車聚落轉東南東再轉東出境。由該道路向西南與省道台19線共線約1.1公里後轉西南微西獨行再轉西可前往崙背中北部、麥寮的六輕廠等地；向東可前往西螺、莿桐中北部、林內等地。
鄉道雲10線是豐榮（貓兒干）至山仔門的道路，其東側端點（終點）位於本地區西部邊界的省道台19線路口暨縣道154號轉角路口（共線北側端點，山仔門聚落西南郊）。由此向西北西出境後可前往番社北部、大庄南部、舊庄中部、草湖、貓兒干並止於縣道154號另一路口。
鄉道雲14線是洲仔至埤腳（實際終點在油車地區山仔門聚落南郊）的道路，其東側端點（終點）位於本地區中部偏西南的縣道154號路口（山仔門聚落南郊）。由此向北蜿蜒而行，至山仔門聚落東北側經省道台19線路口後轉西北以至出境，可前往大庄並止於該地區西部近邊界地帶的鄉道雲15線轉角路口（洲仔聚落東南郊）。
鄉道雲19線是四番地至廍子的道路，大致以北北東—南南西走向到達本地區東部邊界，轉南沿邊界至縣道154號路口，轉西與其共線約130公尺後，至路口轉南獨行，其後轉南南東至本地區南部邊界東側經鄉道雲27線起點路口出境。由該道路向北北東可前往港後南部（經荷苞嶼聚落）、港後與新庄子交界地帶並止於省道台19線轉角路口（四番地聚落東郊）；向南南東轉南微東可前往大義崙地區中部及南部並止於鄉道雲27-1線路口（惠來厝地區廍子聚落西北郊）。
鄉道雲27線是油車至二崙的道路，其北側端點（起點）位於本地區南部邊界東側的鄉道雲19線路口。由此向東南東出境後可前往大義崙、惠來厝與二崙交界地帶、二崙市區並止於鄉道雲18線路口。